# Karisoke Research Center
Le Karisoke Research Center (« centre de recherche Karisoke ») est un institut de recherche dans le parc national des volcans du Rwanda. Il a été fondé par Dian Fossey le 24 septembre 1967 pour étudier les gorilles de montagne en voie de disparition.

## Histoire
Après le meurtre de Dian Fossey en décembre 1985, c'est à l'institut qu'elle a été enterrée. Le lieu a continué ensuite à fonctionner sous les auspices du Dian Fossey Gorilla Fund International. En 2012, Karisoke a transféré son siège vers une implantation plus moderne à Musanze.

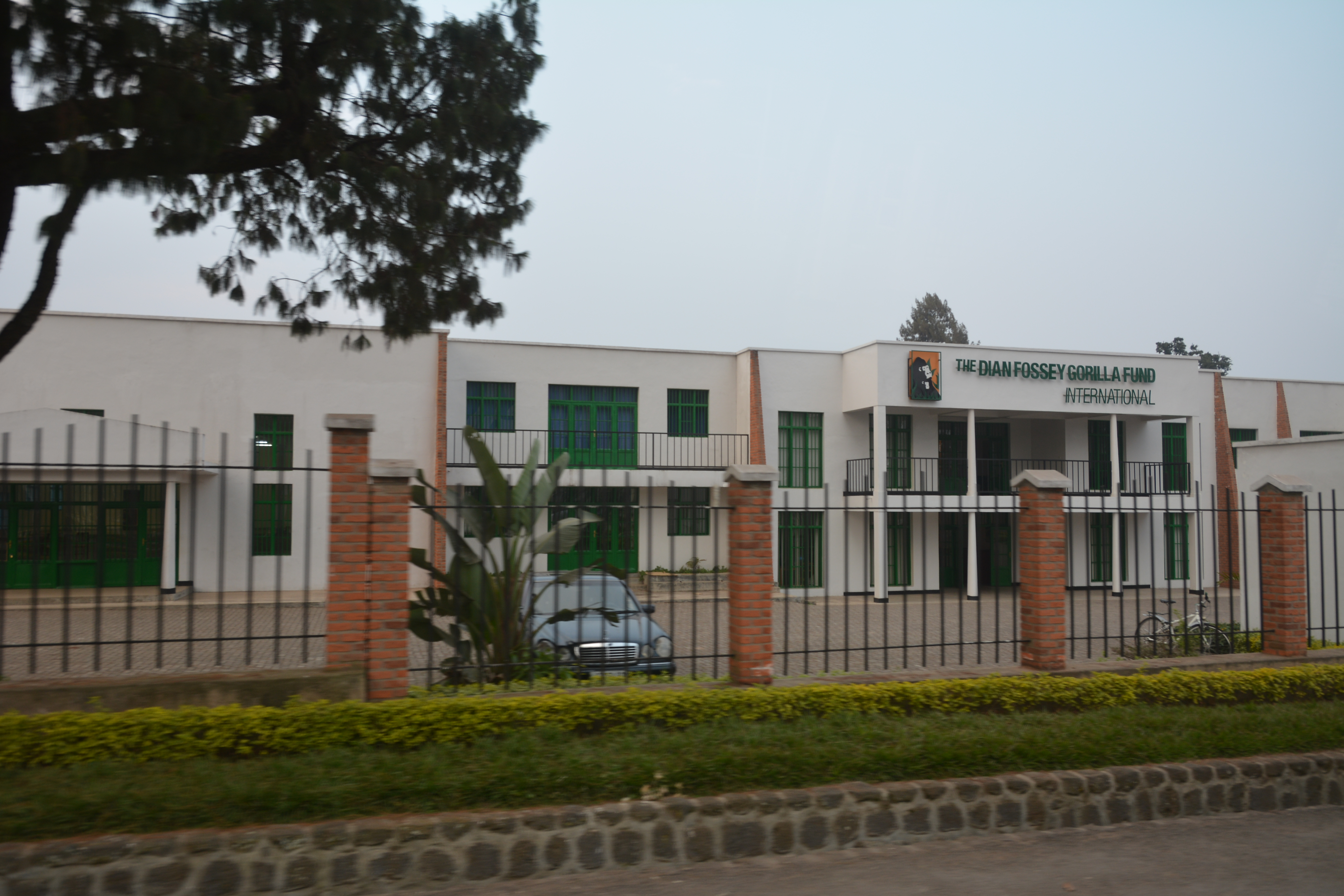
Le Dian Fossey Gorilla Fund International au Rwanda.

À l'époque où Dian Fossey a fondé Karisoke, elle craignait que les gorilles de montagne ne deviennent une espèce éteinte avant la fin du XXe siècle, comme son mentor, le Dr. Louis Leakey, en avait averti. Un recensement publié en 1981 avait constaté que la population de gorilles était tombée à 242 individus, contre une estimation de 400 à 500 individus en 1960. En 2010, quelque 480 gorilles de montagne sont dénombrés dans les montagnes de Virunga, constituant ainsi une progression très significative. Le centre de Karisoke a survécu au meurtre de Dian Fossey en 1985 ainsi qu'aux années de guerre civile, et s'est considérablement développé au cours des dernières décennies. 